# Parco fluviale regionale del Taro
Il parco fluviale regionale del Taro è un'area naturale protetta della provincia di Parma che tutela oltre 20 km di alveo del fiume Taro tra Fornovo di Taro e Ponte Taro.
Nasce con lo scopo di proteggere l'antico paesaggio fluviale, altrove ormai scomparso o compromesso.
La valle del Taro è una importante via di transito e luogo di sosta per gli uccelli migratori che scelgono il greto o le sponde del fiume per nidificare e riposare.
Parte del parco coincide con il sito di interesse comunitario e zona di protezione speciale Medio Taro (IT40200021).

## Storia
È stato istituito nel 1988 con la L.R. n.11/1988, poi sostituita dalla L.R. n.6/2005 e dalla L.R. n 24/2011. 
A seguito dell'ultima modifica normativa l'ente gestore è L'Ente per la Gestione dei Parchi e la Biodiversità Emilia Occidentale.
La sede del parco, situata nella Corte di Giarola, presso Pontescodogna, nel comune di Collecchio, fu inaugurata il 24 maggio 1999 dal Ministro dell'ambiente Edo Ronchi. Si tratta di un antico complesso monastico medioevale acquisito in proprietà pubblica nel 1998 e quindi ristrutturato.

## Territorio
Il Parco comprende porzioni di territorio di cinque comuni: Parma, Collecchio, Fornovo di Taro, Medesano, Noceto. 
Questa zona dell'alveo del Taro si trova ai piedi degli Appennini. È qui che il letto del fiume si allarga e compaiono numerosi isolotti di sabbia e ghiaia.
Le aree del parco possono essere suddivise in: greto fluviale, zone umide, fasce di bosco, aree cespugliate, coltivi e zone abitate. Nel complesso queste aree formano l'ecosistema del parco fluviale del Taro.

## Flora e Fauna
Vi è una grande varietà botanica e faunistica. Sono state censite oltre 700 specie di flora comprendenti specie rare come la Myricaria germanica, l'Himantoglossum adriaticum e la tipha di Laxmann.
Per quanto riguarda l'avifauna, la check list annovera circa 260 specie di uccelli, tra le quali si segnalano il cormorano, il fagiano, la civetta, l'occhione (Burhinus oedicnemus), la sterna comune (Sterna hirundo), la nitticora (Nycticorax nycticorax) e il succiacapre (Caprimulgus europaeus).
Tra i mammiferi vi è una florida popolazione di capriolo, cinghiale e sono presenti la volpe, il tasso e il lupo. Non mancano la lepre e la talpa.
Importante anche l'ittiofauna, con presenza di specie tutelate dalle Direttive Europee come la lasca e il barbo.